# علي أرسلان
علي أرسلان (مواليد 8 مايو 1995) هو لاعب مصارعة يوناني روماني إيراني المولد لكنه يمثل صربيا دولياً، حصل على الميدالية الذهبية في وزن ال72 كج في بطولة العالم 2022.

## روابط خارجية
- علي أرسلان على موقع قاعدة بيانات المصارعة الدولية (الإنجليزية)